# Tinta acrílica

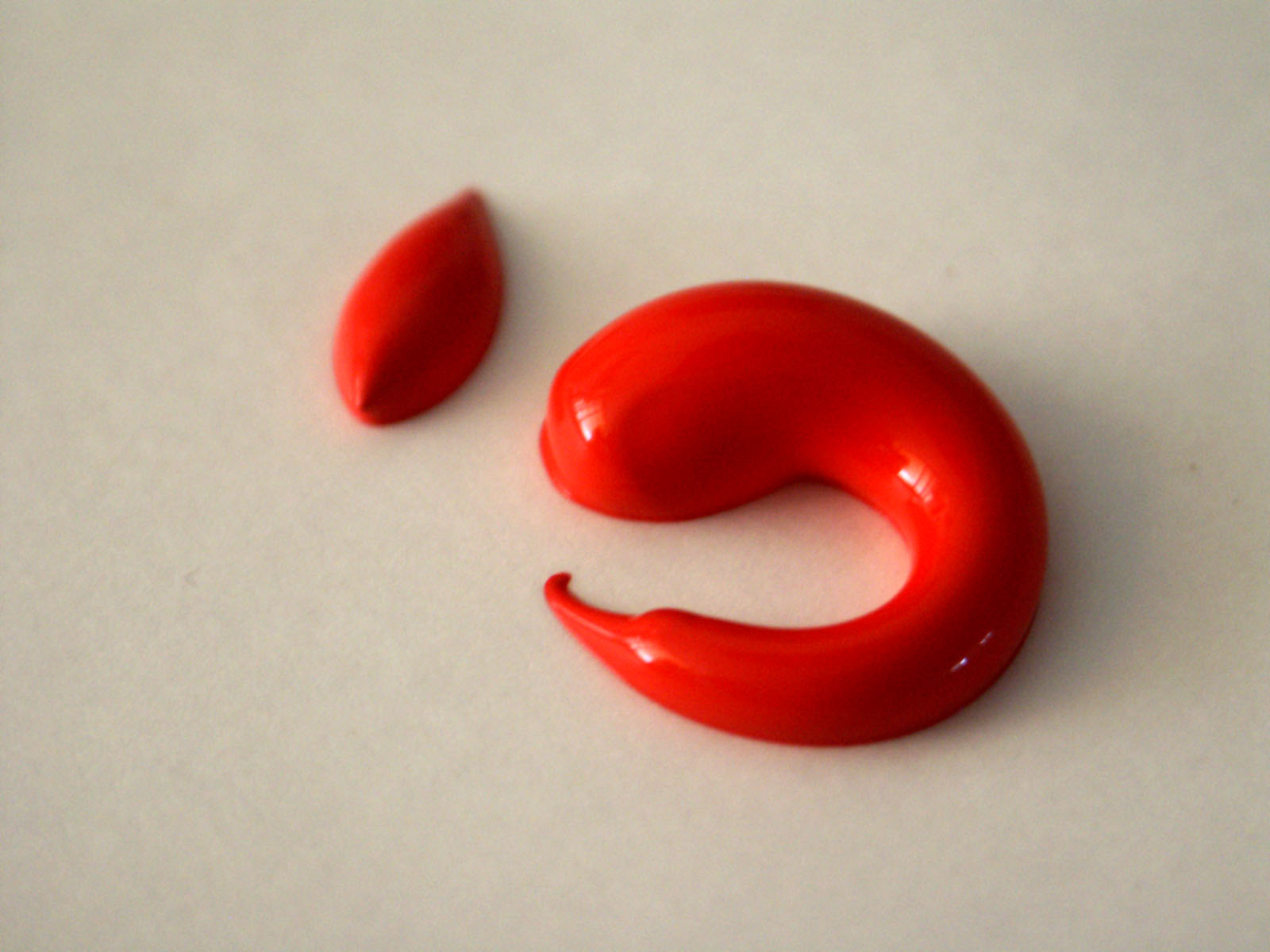
Tinta acrílica vermelha.

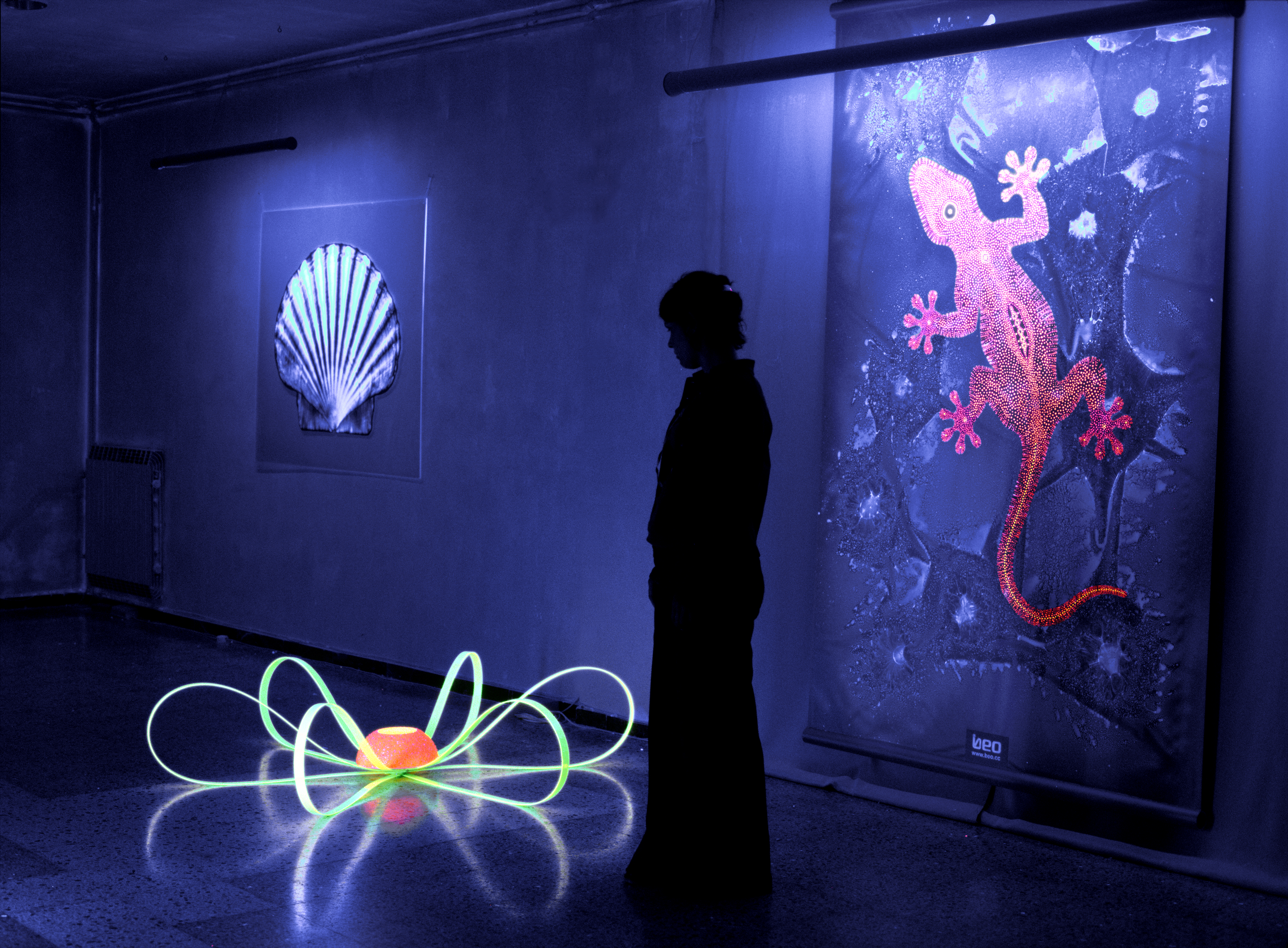
Tinta acrílica fluorescente.

O acrílico é uma tinta sintética solúvel em água que pode ser usada em camadas espessas ou finas, permitindo ao artista combinar as técnicas da pintura a óleo e da aquarela.
A tinta acrílica possui uma secagem muito rápida, em oposição à tinta a óleo que chega a demorar meses para secar completamente em trabalhos com camadas espessas, possui um odor menos intenso e não causa tantos danos a saúde por não possuir metais pesados, como o cobalto da pintura a óleo.
Em termos práticos, já que não depende de secantes, o diluente é a água, não é nociva ao pintor, seca rápido e a matriz cromática é ampla, torna-a muito popular entre artistas contemporâneos.
Em técnicas mistas, acrílica e óleo ou acrílica e pastel, a tinta acrílica é sempre utilizada primeiro já que a as tintas oleosas fixam-se no acrílico, mas o acrílico não se fixa nas tintas com vectores oleosos.
A tinta acrílica também é usada para pintura de residências, pode ser aplicado em ambientes internos e externos. É indicada para reboco, fibrocimento, gesso ou superfícies com massa corrida. Possui os acabamentos fosco, acetinado e semibrilho. Elas são divididas em três categorias: Econômica - menos resistente e com rendimento inferior porém mais barata; Standard - conhecidas pelo custo-benefício, essas tintas costumam ter um rendimento considerável e durabilidade razoável; Premium - produtos de maior qualidade, normalmente podem ser lavados e podem oferecer proteção contra agentes da natureza como sol e chuva ou proteção antimanchas.
No passado, apenas acetinadas e semibrilho podiam ser lavadas porém, com tecnologia relativamente recente, algumas marcas já oferecem está opção em tintas foscas. Nesta condição pode-se remover a sujidade com auxílio de uma esponja macia e sabão neutro.  A tinta é solúvel em água.
Até alguns anos atrás, muitas pessoas preferiam utilizar tintas à óleo para pintura de casas pois, pela cultura popular, estas “durariam mais e poderiam ser lavadas”, o que não é verdade. Atualmente, existem tintas acrílicas residenciais com essas funções.

## História
A Revolução Industrial, ocorrida no Século XIX, contribuiu para um abandono gradual do uso dos derivados da biomassa. Houve uma substituição por insumos de carbono, como carvão mineral, petróleo ou gás natural. Com a virada para o Século XX, derivados do petróleo começaram a ser desenvolvidos com características originais e custo baixo. O mercado de tintas não ficou isento deste processo e houve uma invasão de tintas que utilizavam como solvente compostos derivados do petróleo.
A transformação teve início em 1907, quando Leo Baekeland desenvolveu uma variedade de resinas fenólicas. Esses novos materiais ofereciam maior resistência à água, menor tempo de secagem e uma durabilidade maior. Os anos posteriores geraram novas opções de tintas com características ainda não pensadas. Assim surgiu as tintas acrílicas. 
Em 1934, a primeira resina acrílica utilizável foi desenvolvida pela empresa química alemã BASF. A tinta foi usada pela primeira vez na década de 1940, combinando algumas propriedades do óleo e aquarela.

## Propriedades da tinta acrílica
A tinta acrílica possui dois tipos:
- Acrílicos Profissionais: A tinta acrílica profissional é criada e projetada para resistir à reações químicas como exposição à água e ao oxigênio.[5] Esse tipo de tinta tem o máximo de pigmento, o que limita a mudança de cor quando misturado com outras cores ou após a secagem.[6]
- Acrílicos Estudantis: Os acrílicos estudantis possuem características semelhantes aos de tipo profissional, mas com uma concentração menor de pigmento e menos cores disponíveis. [6]

As tintas acrílicas são muito indicadas para ambientes externos devido às suas propriedades:
- Resistência à radiação ultravioleta: apresentam menos calcinação e tendência ao envelhecimento.[1]
- Maior resistência à água: Menos formação de bolhas. Resistência ao mofo e ao acúmulo de sujeira.[1]
- Adesão em condições úmidas: Menor incidência de rachaduras e descascamento.[1]

Além disso, uma das principais vantagens da tinta acrílica é manter a cor original mesmo após a secagem. Ela possui uma durabilidade parecida com a tinta óleo, mas com um tempo de secagem muito mais rápido. E o fato de ter a água como solvente lhe confere uma menor toxicidade.